# Hallo Nachbarn
Hallo Nachbarn war eine Satirefernsehsendereihe des NDR, die ab dem 30. Oktober 1963 im ARD-Programm zu sehen war. Die TV-Adaption einer seit 1953 laufenden Radiosendung, die sich meist politischen Themen der Zeit in kabarettistischer Form widmete, war höchst umstritten. Am 11. November 1965 wurde die 16. Folge gesendet; eine 17. wurde noch produziert und für den 29. Dezember angekündigt, allerdings strichen die Verantwortlichen des Senders einen Tag vorher nach einer Testvorführung die Folge aus dem Programm und setzten die Sendereihe ab.
Walter Jens sprach angesichts dessen von einem „Sendungs-Verbot“. Für ihn taten die Mitwirkenden der Sendung „als wachsame Hüter, das Schlechte an den Spottpranger stellend, (...) mehr für das Land und sein Wohl, als mancher Selbstgefällige glaubt.“ Die Welt hingegen urteilte: „Was hier als Satire und Zeitkritik geboten wurde, hatte nichts mehr mit Geist und Witz oder gar Charme zu tun, es waren meist recht verantwortungslose politische Tiefschläge unter die Gürtellinie. Hier war die Freiheit über die Liberalität offen zur Libertinage geworden.“ Andere Kritiken hatten die Sendung zuvor bereits als „zersetzend“ und möglicherweise „vom Osten finanziert“ bezeichnet. Franz Mai, damals Intendant des Saarländischen Rundfunks, sah in der Sendung innerhalb des ARD-Programms zudem eine Verletzung der Programmgrundsätze des SR.
Durch die Sendung führte Richard Münch. Ferner wirkten zahlreiche bekannte Künstler der 1960er Jahre als Sprecher, Sänger und Darsteller an der Sendung mit. Die Texte für Hallo Nachbarn stammten unter anderem von Heio Müller, Joachim Fest, Peter Frankenfeld, Jürgen von Manger und Volker Ludwig. Die Musik stammte von Karl-Heinz Loges.
Weite Teile der nicht gesendeten 17. Folge sowie einige Szenen aus früheren Folgen, die ebenfalls der Zensur zum Opfer fielen, wurden nach dem Ende der Sendereihe auf der Schallplatte „Für Deutsche verboten“ (Metronome MSLP 21001) veröffentlicht. Neben Richard Münch sprachen und sangen bei dieser Aufnahme Renée Franke, Wolfgang Neuss, Reinhard Kolldehoff, Renate Küster, Alexander Welbat, Erich Fiedler, Werner Schwier und Rolf Wunsch.

## Einzelbelege
1. ↑  Hallo Nachbarn, Einleitung von Walter Jens, Buchausgabe Hamburg o. J., S. 8
2. ↑  zitiert nach Hallo Nachbarn, Einleitung von Walter Jens, Buchausgabe Hamburg o. J., S. 6
3. ↑  Hallo Nachbarn, Buchausgabe Hamburg o. J., S. 14